# Heinz Körvers
Heinz Körvers (Alpen, 3 de julho de 1915 - Volgogrado, 29 de dezembro de 1942) foi um handebolista de campo e oficial alemão, campeão olímpico.
Fez parte do elenco campeão olímpico de handebol de campo nas Olimpíadas de Berlim de 1936.